# Чермышево Второе
Чермышево Второе (мар. Изи Нужанал) — деревня в Горномарийском районе Республики Марий Эл. Входит в состав Еласовского сельского поселения.

## Название
Происходит от собственного имени Цермыш, Чермыш, которое в свою очередь образовано от старого названия марийцев — «черемис». Происхождение слова «черемис» чаще всего связывают с чувашским «ҫармӑс» (сравните с татарским «чирмеш»), образованного от «сармат».

## География
Находится в юго-западной части республики Марий Эл на расстоянии приблизительно 13 км на юг от районного центра города Козьмодемьянск.

## История
Деревня в составе деревни-общины «Чермышева» существовало уже в XVI—XVIII веках. В XVIII — начале XX веков деревня также называлась Заовражные Нуженалы или околодок Нуженалы. В 1795 году в выселке Нуженал из деревни Чермышево было 19 дворов. В 1897 году в околодке Нуженалы числился 31 двор (158 человек), в 1915 году — 36 дворов с населением в 198 человек. В 1921 году в деревне Чермышево Второе в 34 дворах проживало 163 человек, а в 1925 году — 156 человек. В 2001 году здесь было 38 дворов, в том числе 8 пустующих. В советское время работали колхозы «Плуг», «Коммунизм», позднее СПК «Еласовский».

## Население
Население составляло 73 человека (горные мари 100 %) в 2002 году, 74 в 2010.